# أنتال فان دن بوش
أنتال فان دن بوش (بالهولندية: Antal van den Bosch) هو مدير وأستاذ جامعي هولندي، ولد في 5 مايو 1969 في Made, Netherlands ‏ في هولندا.

## وصلات خارجية
- الموقع الرسمي